# Siegfried Ebeling
Siegfried Ebeling (* 28. Februar 1894 in Rätzlingen; † Februar 1963 in Hamburg) war ein deutscher Maler, Architekt und Architekturtheoretiker.

## Leben
Ebeling studierte von 1912 bis 1914 Philologie und Theologie an der Ruprecht-Karls-Universität Heidelberg. Im Ersten Weltkrieg war er Soldat und geriet in britische Kriegsgefangenschaft. Ab 1920 studierte er Archäologie und Kunstgeschichte an der Universität Jena und der Universität Leipzig, von 1924 bis 1926 studierte er am Bauhaus in Weimar und Dessau bei Wassily Kandinsky und Marcel Breuer, mit dem er auch befreundet war. 1925 arbeitete er kurzzeitig bei Junkers & Co. in Dessau. 1926 veröffentlichte er die architekturtheoretische Schrift „Der Raum als Membran“. Nach verschiedenen Tätigkeiten in Hameln, Berlin, Dornach und Lausanne entwickelte er 1931 das erste drehbare Ganzmetall-Rundhaus. Ab 1931 arbeitete er als freier Architekt zunächst in Bielefeld und anschließend in Hamburg. Auch im Zweiten Weltkrieg war Ebeling Soldat und geriet wieder in Kriegsgefangenschaft. Ab den 1950er Jahren lebte Ebeling als Maler in Volksdorf.

## Schriften
- Der Raum als Membran ist ein analytisch-kritischer Beitrag zu Fragen zukünftiger Architektur, die über das nackte Bedürfnis hinausgeht und hiermit sich legen möchte in die gestaltende Hand aller Wissenschaft. Dünnhaupt, Dessau 1926.
  - als Nachdruck: Der Raum als Membran. (mit einem Nachwort von Walter Scheiffele) (= Edition Bauhaus, Band 43.) Spector Books, Leipzig 2016, ISBN 978-3-944669-46-5.
  - englische Ausgabe: Space as membrane. Architectural Association, London 2010, ISBN 978-1-902902-92-0.
- Biologische Architektur. Über das „Membran-Problem“ der Raumwände. In: Innendekoration, 40. Jahrgang 1929, S. 270–275. (Digitalisat bei der Universitätsbibliothek Heidelberg)
- Ganz-Metall-Haus über dem Kreis. In: Stein Holz Eisen, 45. Jahrgang 1931, Nr. 17, S. 330–333.
- Das Ganzmetall-Rundhaus. In: Metallwirtschaft, 10. Jahrgang 1931, Heft 43, S. 476 ff.
- Extra muros. Einleitung in die Theorie des freien Hauses. Phönix, Hamburg 1947.